# Notopteris macdonaldi
Notopteris macdonaldi är en däggdjursart som beskrevs av Gray 1859. Notopteris macdonaldi ingår i släktet Notopteris och familjen flyghundar. IUCN kategoriserar arten globalt som sårbar. Inga underarter finns listade.
Artepitet i det vetenskapliga namnet hedrar Dr. Sir John Denis Macdonald som var ledare för den expedition som fångade holotypen. Den andra arten i släktet, Notopteris neocaledonica, listades tidigare som underart till Notopteris macdonaldi.
Denna flyghund förekommer i Fiji och Vanuatu. Under förhistorisk tid fanns arten även på Tonga men den utrotades där av ursprungsbefolkningen. Individerna vistas vanligen i låglandet och ibland når de 1100 meter över havet. Habitatet utgörs av olika slags skogar (i bergsområden bara fuktiga skogar) och av trädgårdar.
Individerna vilar i stora kolonier i grottor. De äter nektar, pollen och frukternas juice.
Individerna väger 42 till 61 g och honor är lättare än hanar. Underarmarna är 57 till 71 mm långa.
Denna flyghund vilar i nästan ljuslösa grottor men den använder bara synen för att orientera sig. En studie från 1982 registrerade inget ultraljud och visade samtidig att individerna är oberoende av ekot från sina läten när de navigerar.
Ungarna klamrar sig efter födelsen fast i pälsen på moderns buk. Senare väntar de ensam i grottan när honan letar efter föda.